# Twin Lakes (condado de Lake)
Twin Lakes es un lugar designado por el censo ubicado en el condado de Lake en el estado estadounidense de Colorado. En el Censo de 2010 tenía una población de 171 habitantes y una densidad poblacional de 9,8 personas por km².

## Geografía
Twin Lakes se encuentra ubicado en las coordenadas 39°6′13″N 106°19′8″O / 39.10361, -106.31889. Según la Oficina del Censo de los Estados Unidos, Twin Lakes tiene una superficie total de 17.44 km², de la cual 17.44 km² corresponden a tierra firme y (0%) 0 km² es agua.

## Demografía
Según el censo de 2010, había 171 personas residiendo en Twin Lakes. La densidad de población era de 9,8 hab./km². De los 171 habitantes, Twin Lakes estaba compuesto por el 92.4% blancos, el 0% eran afroamericanos, el 0.58% eran amerindios, el 0% eran asiáticos, el 0% eran isleños del Pacífico, el 3.51% eran de otras razas y el 3.51% pertenecían a dos o más razas. Del total de la población el 12.87% eran hispanos o latinos de cualquier raza.